# Pieter van der Aa
Pieter van der Aa (Leiden, 1659. − Leiden, 1733.) nizozemski kartograf, umjetnik i izdavač koji je djelovao u Leidenu početkom 18. stoljeća. Većina njegovih kartografskih radova kopije su starijih, ali se razlikuju po posebnom, vrlo preciznom i elegantnom stilu. Godine 1707. izdao je putopisnu zbirku Cartes Des Itineraires Et Voyages Modernes u 28 svezaka s bogato ilustriranim malim zemljovidima. Vrhunac njegova opusa su atlasi Nouvel Atlas tiskan 1714. odnosno Galerie Agreable Du Monde u 27 svezaka iz 1729. godine.

## Opus
- Zeetogten door Thomas Candys na de West Indiën, en van daar rondom den gantzen aardkloot gedaan (Leiden, 1700.)
- Cartes Des Itineraires Et Voyages Modernes (Leiden, 1707.)
- Deel van Amerika. Door C. Kolumbus in zyn (Leiden, 1708.)
- Amerika of de Nieuwe Weereld Aller eerst Door C. Kolumbus (Leiden, 1705.)
- New Engeland in twee Scheeptogten door John Smith (Leiden, 1705.)
- De voor Eylanden van America. Florida, New Mexico (Leiden, 1705.)
- 'T Vaste Land van Darien ten Zuiden Cuba en Hispaniola Gelege (Leiden, 1705.)
- Cuba en Jamaica, soo als die door Kolombus... (Leiden, 1705.)
- Reys togt door Thomas Coryat van Jerusalem (Leiden, 1705.)
- De zee en land-reysen vandenridder Hendrik Blunt (Leiden, 1705.)
- Schipvaart door de straat en Zuyd Zee gedaan om de gantsen aardkloot (Leiden, 1708.)
- Melite Insula vulgo Malta (Leiden, 1712.)
- Valetta Civitas Nova Maltae olim Millitae (Leiden, 1712.)
- Nouvel Atlas (Leiden, 1714.)
- Galerie Agreable Du Monde (Leiden, 1729.)

## Poveznice
- Povijest kartografije

## Vanjske poveznice
- (engl.) Vintage Maps Pieter van der Aa

Ostali projekti
|  | Zajednički poslužitelj ima stranicu o temi Pieter van der Aa    |
|  | Zajednički poslužitelj ima još gradiva o temi Pieter van der Aa |